# 沈徳潜
沈 徳潜（しん とくせん、1673年12月24日（康熙12年11月17日） - 1769年10月6日（乾隆34年9月7日））は、中国清の文人・学者。字は碻士、号は帰愚。諡号は文愨。蘇州府長洲県の出身。

## 略歴
卓越した才を持ちながら官途に恵まれず、1739年（乾隆4年）、67歳にしてようやく進士に挙げられた。乾隆帝は称して老名士となし、召して歴代の詩の源流昇降を論ぜしめ、大いにこれを賞賛した。礼部侍郎に抜擢されたが、寄る年波には勝てず、帰郷を願い出て許された。その後、銭陳群等とともに文学サロン香山九老会に関与し、大老と称せられた。乾隆帝は自作の「懐旧」詩に沈徳潜と銭陳群とを並び称して「東南二老」とした。数え年97まで長命し、卒するに及んで太子太師の称号を贈られた。
その詩は格律にすこぶる厳密で「淳古淡白」と言われ、王士禎の「神韻説」・袁枚の「性霊説」とともに当時の詩壇の一角を形成。格律を重視するところからとりわけ性霊説とは鋭く対立した。
著作に『五朝詩別裁集』『古詩源』『唐宋八家文読本』『帰愚詩文鈔』等がある。『五朝詩別裁集』のうち、唐朝の部に当たる『唐詩別裁集』は『唐詩三百首』の祖形となったことでも知られる。『帰愚詩文鈔』は自作の詩文集。